# Micromia animata
Micromia animata är en fjärilsart som beskrevs av Louis Beethoven Prout 1932. Micromia animata ingår i släktet Micromia och familjen mätare. Inga underarter finns listade i Catalogue of Life.